# کرپیکه
کرپیکه (به فرانسوی: Carpiquet) یک کمون در فرانسه است که در Canton of Caen-2 واقع شده‌است.

## خصوصیات
کرپیکه ۵٫۸۸ کیلومترمربع مساحت و ۲٬۲۴۸ نفر جمعیت دارد و ۶۴ متر بالاتر از سطح دریا واقع شده‌است.